# ميت نيلسن
ميت نيلسن (15 يونيو 1964 - ) هي لاعبة كرة قدم دانمركية في مركز الدفاع. شاركت مع منتخب الدنمارك لكرة القدم للسيدات.

## وصلات خارجية
- ميت نيلسن على موقع الاتحاد الدولي (مؤرشف)  (الإنجليزية)
- ميت نيلسن على موقع عالم كرة القدم.نت (الإنجليزية)